# Ricky Rubio
Ricard "Ricky" Rubio i Vives, född 21 oktober 1990 i El Masnou i Katalonien, är en spansk basketspelare (point guard).

## Professionell karriär
Ricky Rubio blev den yngsta spelaren någonsin i den spanska ligan när han vid 14 års ålder, den 15 oktober 2005, gjorde debut för DKV Joventut. Han bytte sedan lag till FC Barcelona.
Inför säsongen 2011–2012 gick han till Minnesota Timberwolves, som hade valt honom i NBA-draften 2009 då han valdes som femma. Inför säsongen 2017–2018 lämnade han Minnesota för Utah Jazz.

## Landslagsspel
Ricky Rubio tog OS-silver i herrarnas turnering i samband med de olympiska baskettävlingarna 2008 i Peking.
Vid den olympiska basketturneringen 2016 vann Spanien brons.

## Lag
- Joventut Badalona (2005–2009)
- FC Barcelona (2009–2011)
- Minnesota Timberwolves (2011–2017)
- Utah Jazz (2017–2019)
- Phoenix Suns (2019–2020)
- Minnesota Timberwolves (2020–2021)
- Cleveland Cavaliers (2021–)